# Verbrecherische Herzen
Verbrecherische Herzen (Originaltitel: Crimes of the Heart) ist ein US-amerikanisches Filmdrama und die Literaturverfilmung des Theaterstücks Crimes of the Heart von Beth Henley aus dem Jahr 1986.

## Handlung
Lenoire Josephine Magrath, genannt Lenny, ist eine einsame Frau, die nach Hause kommt und versucht, ihren Geburtstag halbwegs mit Würde und alleine über die Runden zu bringen. Nur ihre Nachbarin Chick Boyle besucht sie, aber nicht, um ihr zu gratulieren, sondern damit sie sich über Lennys Schwester Meg auslassen kann und wie gut es sei, dass Lenny sie nicht zu ihrem Geburtstag eingeladen hat. Aber da täuscht sie sich. Meg ist längst unterwegs, um ihre Schwester zu besuchen. Dort angekommen, muss sie allerdings von Lenny und Doc Porter hören, dass ihre dritte Schwester Babe ihren Ehemann Zackery Botrelle angeschossen hat und es auch noch zugibt. Zwar gibt es eine sehr emotionale Wiedersehensfeier, aber man beschließt auch sofort, Babe zu helfen. Der Anwalt Barnette Lloyd meint, dass es das klügste sei, die Strategie auf die jahrelangen Misshandlungen ihres Ehemannes zu lenken. Als Lenny und Meg davon erfahren sind sie entsetzt, dass Babe nie etwas davon erzählte und über ihre Schmerzen in der Ehe schwieg. Vielmehr erzählt Babe nun, dass sie eine kurze leidenschaftliche Affäre mit dem 15-jährigen Afroamerikaner Willy Jay hatte. Zwar wusste Zackery nichts davon, aber dennoch verprügelte er Willy Jay und verscheuchte ihn von seinem Hof. Als Zackery sich anschließend auch noch über Babe lustig machte, war es ihr genug, weswegen sie den Revolver holte und auf ihren Ehemann schoss.
Aber vorher entstehen die kleinen Dramen und Freuden zwischen den drei Schwestern, die sich mal hassen und sich dann wieder vertragen. So ist Lenny sauer, dass ihr einziges Geburtstagsgeschenk, eine Pralinenschachtel, von ihren beiden Schwestern und insbesondere von der egoistischen Meg aufgerissen wurde. Man schwelgt in alten Zeiten, stöbert in Familienalben und erinnert sich, wie sich einst die Mutter mit ihrer Katze selbst umbrachte. Nach einem weiteren Streit zwischen Lenny und Meg, rennt Meg raus und wird von Doc Porter, Lennys heimlichen Schwarm, angesprochen, so dass beide die Nacht tanzend und lachend miteinander verbringen. Zwar schlafen sie nicht miteinander, aber dennoch küssen sie sich so leidenschaftlich zum Abschied, dass Meg fröhlich singend und lachend zu ihren beiden deprimierten Schwestern läuft und sich wundert, warum sie so niedergeschlagen sind. Diese kamen gerade vom Besuch von Old Granddaddy, der im Sterben liegt und bereits ins Koma fiel.
Und es kommt noch schlimmer, denn Barnett teilt Babe mit, dass Zackerys Schwester bereits Wochen zuvor kompromittierende Bilder von ihr beim Sex mit Willy Jay aufnehmen ließ. Zwar schafft es Barnett, dass weder die Fotos veröffentlicht, noch die Anklage aufrechterhalten wird, aber Willy Jay muss aus der Stadt verschwinden. Das bricht Babe das Herz und sie spürt ihre Einsamkeit. Derweil erzählt Chick Lenny, dass Meg sich an Doc Porter ranmachte. Doch Lenny will nicht, dass Chick schlecht über Meg redet, weswegen sie sie mit einem Besen aus dem Haus jagt und sich dabei so gut fühlt, dass sie glaubt, ihre Schüchternheit überwunden zu haben, weswegen sie sofort Doc anruft. Und so glücklich sie nun scheint, so niedergeschlagen ist nun Babe, nachdem sie ein Telefonat von ihm annimmt und erkennt, dass sie nun komplett alleine ist. Nachdem der geplante Selbstmord mit Erhängen nicht klappt, versucht sie sich im Herd zu vergasen, und erkennt dabei, dass sich ihre Mutter damals umbrachte, weil sie sich alleine auf der Welt fühlte. Doch bevor sie stirbt, wird sie von Meg gerettet, die ihr erklärt, dass so lange die anderen beiden Schwestern noch da sind, sie niemals alleine sein wird. Und damit Lenny doch noch eine Geburtstagsfeier haben kann, bereiten die beiden eine große Torte zu ihrer Überraschung vor.

## Kritik
„Man könnte meinen, dass die extravaganten Höhen und Tiefen der Magrath-Schwestern so autark seien, dass nicht einmal eine zweitklassige Produktion diese abwürgen könnte, aber damit läge man falsch.“

„Verbrecherische Herzen ist ein heikles Unterfangen: Eine Komödie über die ernsten Dinge des Lebens. Sie existiert irgendwo zwischen Parodie und Melodrama, zwischen dem Tragischen und dem Albernen. Es gibt Momenten, in denen der Film scheinbar nicht weiß, wohin es geht. Aber aufeinmal wird diese Orientierungslosigkeit, und das ist das gute an diesem Film, durch irgendeinen herrliche, komische Überraschung beendet.“

„Ein einfühlsam inszeniertes, schauspielerisch brillantes Kammerspiel, das präzise den Ton zwischen Komödie und Tragödie trifft und sich zu einem eindrucksvollen Plädoyer gegenseitigen Verstehens und bewußt übernommener Verantwortung verdichtet.“

## Auszeichnungen
- drei Nominierungen bei der Oscarverleihung 1987 (Beste Hauptdarstellerin – Sissy Spacek, Beste Nebendarstellerin – Tess Harper und Beste adaptierte Drehbuch)
- eine Auszeichnung bei den Golden Globe Awards 1987 (für Sissy Spacek als Beste Hauptdarstellerin – Komödie oder Musical) und eine Nominierung als Bester Film – Komödie oder Musical
- eine Auszeichnung bei den New York Film Critics Circle Awards für Sissy Spacek als Beste Hauptdarstellerin
- Die Deutsche Film- und Medienbewertung FBW in Wiesbaden verlieh dem Film das Prädikat wertvoll

## Veröffentlichung
Der Film spielte nach seinem Kinostart am 12. Dezember 1986 in den USA über 22,9 Mio. US-Dollar wieder ein. In der Bundesrepublik startete der Film am 10. September 1987 in den Kinos, erschien im Juni 1988 auf VHS und ist seit dem 16. April 2002 auf DVD erhältlich.

## Trivia
Kim Deal, Bassistin der amerikanischen Independent-Rockband Pixies, wurde durch den Film zu dem Song „Gigantic“ (auf Surfer Rosa, erschienen 1988) inspiriert.